# Ischnocnema sambaqui
Ischnocnema sambaqui es una especie de anfibio anuro de la familia Brachycephalidae.

## Distribución geográfica
Esta especie es endémica de Paraná en Brasil. Habita a 40 m de altitud en el municipio de Guaraqueçaba.

## Publicación original
- Castanho & Haddad, 2000 : New species of Eleutherodactylus (Amphibia: Leptodactylidae) from Guaraquecaba, Atlantic Forest of Brazil. Copeia, vol. 2000, n.º 3, p. 777-781.[5]